# Staatliche Akademie für Kunst und Kunstgewerbe Breslau

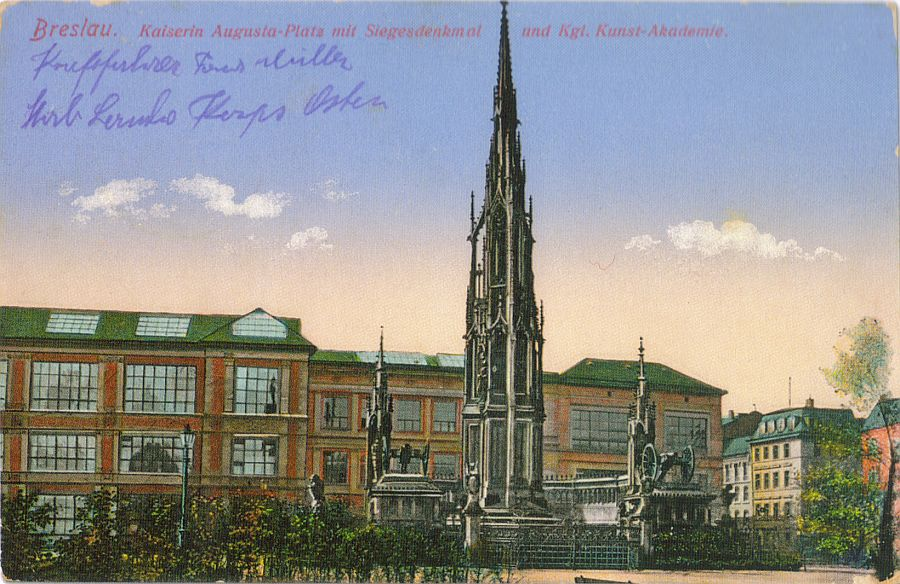
Breslauer Akademie am Kaiserin-Augusta-Platz (heute Plac Polski) mit Siegesdenkmal auf einer Ansichtskarte von 1916

Die Staatliche Akademie für Kunst und Kunstgewerbe in Breslau ging im Jahr 1911 aus der am Kaiserin-Augusta-Platz bereits 1791 gegründeten Königlichen Kunst- und Gewerbeschule hervor und war zu ihrer Zeit eine bedeutende Kunstakademie in Preußen. Ihr erster Direktor war Hans Poelzig, unter dem die Schule den Rang einer Akademie erhielt und nun Königliche Kunst- und Gewerbeakademie hieß.
Infolge der 2. Preußischen Notverordnung wurde die Akademie am 1. April 1932 geschlossen. Nach der Schließung wurde der Unterricht in Meisterateliers für rund ein Jahr weitergeführt. Im April 1933 wurde in der Presse über einen Entschluss des nationalsozialistischen preußischen Kultusministers Bernhard Rust berichtet, nach dem die „fünf Meisterateliers der Malerei und Bildhauerei“ mit der „Baufakultät der Technischen Hochschule“ sowie dem kunsthistorischen Seminar und dem Archäologischen Institut der Universität Breslau zu einer „Groß-Akademie“ zusammengefasst werden sollten. Ziel dieser ungewöhnlichen fachlichen Bündelung sollte sein, „dem jungen Künstler eine bessere und wissenschaftliche Schulung, dem jungen Kunsthistoriker eine gründlichere Kenntnis der praktischen Künste und dem Architekten wieder die Eingliederung in die gestaItende Kunst und Lösung von der normierenden Ingenieurtechnik“ zu ermöglichen.

## Lehrer
Diese Liste erhebt keinen Anspruch auf Vollständigkeit.
- Robert Bednorz (ab 1924)
- Wanda Bibrowicz (1904–1911), Leiterin der Textilklasse
- Albrecht Bräuer (1860–1897), Lehrer für Freihandzeichnen[2]
- Arnold Busch (1901–1924), Lehrer für Kopf- und figürliches Zeichnen
- Gertrude Daubert (ab 1911), Leiterin der Textilklasse, gemeinsam mit Else Wislicenus
- Paul Dobers (nach 1906)
- August Endell (ab 1918 Direktor)
- Theodor von Gosen (1903–1932)
- Robert Härtel (ab 1878)
- Karl Hanusch (1909–1922)
- Georg Paul Heyduck (1930–1932), mit Lehrberechtigung für die Ausbildung von Referendaren
- Paul Holz (ab 1925)
- Eduard Kaempffer (1895–1924), Professor für Naturzeichnen und Figurenmaler
- Alexander Kanoldt (1925–1931)
- Konrad von Kardorff (1920–1927)
- Hermann Kühn (1881–1902), als Leiter
- Carlo Mense (ab 1925)
- Oskar Moll (1918–1932, ab 1926 Direktor)
- Johannes Molzahn (1928–1933)
- Otto Mueller (1919–1930)
- Georg Muche (1931–1932), Lehrer für Malerei
- Fryderyk Pautsch (1912–1919)
- Hans Poelzig (1900–1916, ab 1903 als Direktor der Kunst- und Gewerbeschule, ab 1911 als Direktor der Kunst- und Gewerbeakademie)
- Adolf Rading (1919–1923 als Mitarbeiter bei August Endell; 1923–1932), Lehrer für Bau- und Kunstgewerbe
- Hans Rossmann (1903–1912), Lehrer für dekoratives Zeichnen und Malen, Leitung der Werkstatt für Glasmalerei
- Hans Scharoun (1925–1932), Lehrer für Architektur
- Hugo Scheinert (1902–1924), Lehrer für Zeichen- und Schriftkunst
- Oskar Schlemmer (1929–1932)
- Ignatius Taschner (1903)
- Josef Vinecky
- Li Vinecky-Thorn
- Albert Werner-Schwarzburg (1899–1911)
- Else Wislicenus (ab 1911), Leiterin der Textilklasse
- Max Wislicenus (ab 1896)

## Studenten
Diese Liste erhebt keinen Anspruch auf Vollständigkeit.
- Thuro Balzer (1900–1904)
- Herbert Blaschke (bis 1923)
- Emil Bartoschek (1925–1932)
- Willibald Besta (1905–1907)
- Alexander Camaro (1920–1925)
- Hans Bimler (1887)
- Richard Böhnke
- Hertha Degn (1929–1931)
- Hermann Diesener (1920–1930)
- Walter Ebeling
- Fritz Erler (ab 1886)
- Willy Exel (1910–1912)
- Johnny Friedlaender (1928–1930)
- Max Friese
- Hans Hacker
- Moritz Hadda (1911–1913)
- Gerhart Hauptmann (1880–1882, Bildhauerklasse)
- Max Heilmann (ab 1885)
- Gerhart Hein (1929–1932)
- Walter Herzberg (1923–1925)
- Georg Paul Heyduck (1913–1916 und 1919–1921)
- Helmut Hofmann
- Willy Jaeckel (1906–1908)
- Else Jaskolla (1904–1906)
- Elisabeth Jaspersen (ab 1924)
- Margarete Knüppelholz-Roeser
- Walther Kohlhase (1928–1931)
- Hanna Koschinsky (bis 1904)
- Heinrich Lauterbach (ab 1911)
- Hans Leistikow
- Arnold Lyongrün
- Otto Martin (1891–1892)
- Ludwig Meidner (1903–1905)
- Gerhard Neumann (1925–1927)
- Hans Emil Oberländer (1909–1914)
- Frieda Plew (1909)
- Paul Plontke (1900–1902)
- Walter Rhaue (u. a. 1918–1919)
- Herbert Sandberg (1925–1926)
- Willy Schmidt (1919–1921)
- Hermann Schmiechen (1872–1873)
- Georg Schubert (ab 1923)
- Ernst Seger (ab 1884)
- Horst Strempel (1923–1927)
- Helmut Thoma (1930–1932/1933)
- Willi Ulfig (1931–1932)
- Heinrich Wolff (1891–1893)

## Gruppenausstellungen
- Breslauer Akademieschüler (1922–1932) heute – Kunstforum Ostdeutsche Galerie Regensburg, 1979
- 200 Jahre Kunsthochschule Breslau – Nassauischer Kunstverein, Wiesbaden 1990